# Лінус Торвальдс

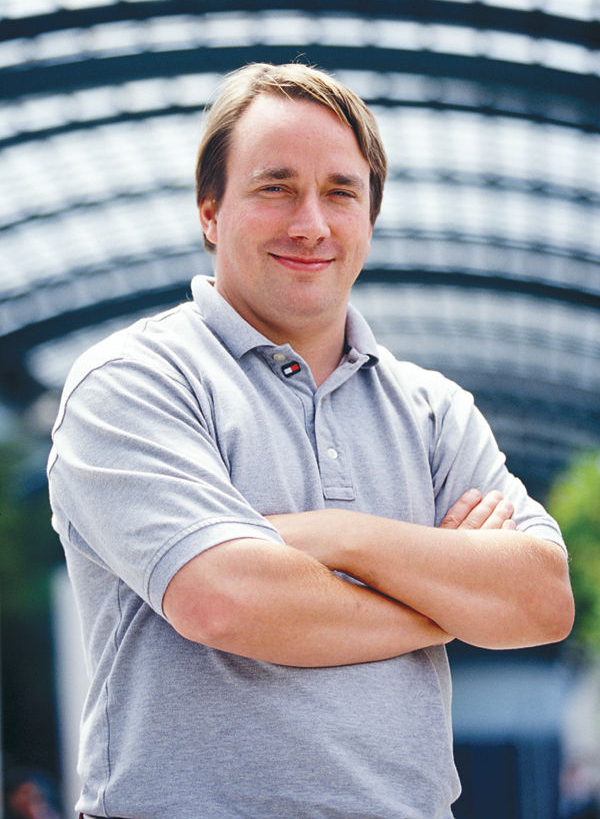
2002

Лінус Бенедікт Торвальдс (швед. Linus Benedict Torvalds; народився 28 грудня 1969 у Гельсінкі, Фінляндія) — фінсько-американський програміст, започаткував розробку ядра Linux, є її головним архітектором, а також автор найвідомішої розподіленої системи керування версіями файлів Git. 2012 року за створення Linux нагороджений премією Millennium Technology Prize.

## Біографія
Лінус — шведськомовний фін. Прізвище його шведського роду спершу звучало, як Торвальд, однак його дідусь, поет Олє Торвальдс вирішив змінити його на Торвальдс, щоб надати йому «більш фінського забарвлення».
Мати — Анна Торвальдс, журналістка; батько — Нільс Торвальдс. Обидва його батьки були радикалами кампусу в Гельсінському університеті в 1960-х.
Лінус навчався в Гельсінському університеті у 1988—1996 роках, закінчивши його у ступіні магістра комп'ютерних наук.
У 1990 році він придбав IBM PC з мікропроцесором Intel 80386 і почав працювати над розробкою ядра операційної системи Лінукс, на що його надихнула інша система — Minix.
Одружений з Туве Торвальдс, 6-тиразовою чемпіонкою Фінляндії з карате. Вони познайомилися у 1993 році й мають трьох доньок.
З 1997 по 2003 роки Торвальдс працював у Сан Хосе, Каліфорнія на компанію Transmeta. З 2003 року почав працювати для OSDL зі свого дому в Сан Хосе. У червні 2004, Торвальдс переїхав у Портланд, Орегон, щоб працювати для OSDL в Бівертон, Орегон головним архітектором Лінукса.

## Linux

Символ Linux (Тукс)

У 1981 році Лео, дідусь Лінуса, математик, познайомив онука з ЕОМ «Commodore VIC-20», що він її використовував для математичних обчислень. Лінус зацікавився програмуванням і прочитав керівництва до машини. Потім він почав читати комп'ютерні журнали і писати власні програми, спочатку на BASIC, а потім на асемблері.
Зі шкільних років Лінус отримував стипендії за успіхи в математиці. Перша куплена ним ЕОМ — «Sinclair QL», тоді коштувала майже 2000 доларів США.
Після закінчення школи Лінус вступив до Гельсінського університету на курс інформатики. Навчання було перервано річною службою в армії.
Значною подією в житті Торвальдса було прочитання ним книги Ендрю Таненбаума «Операційні системи: розробка та реалізація» ('Operating Systems: Design and Implementation','ISBN 0-13-638677-6'). У книзі на прикладі написаної Таненбаум ОС «Minix», представлена структура систем сімейства UNIX. Лінус дуже зацікавився прочитаним. Пізніше він купив новий комп'ютер на базі 386-го процесора і встановив «Minix».
Виявивши недоліки в системі, він почав писати власний емулятор терміналу, в якому реалізував перемикання завдань. Потім Лінус додавав в програму все нові і нові функції, завдяки чому вона незабаром стала набувати риси повноцінної операційної системи. Потім він послав нині відоме оголошення в групу новин «Minix»:
```
From: (Лінус Торвальдс Бенедикт)
Newsgroups: comp.os.minix
Subject: Що б ви більше всього хотіли побачити в Minix?
Summary: маленьке опитування щодо моєї нової операційної системи
Keywords: 386, preferences
Message-ID: <1991Aug25.205708.9541@klaava.Helsinki.Fi>
Date: 25 Aug 1991 20:57:08 GMT
Organization: Університет Гельсінкі

Привіт, всім, хто користується Minix-

Я роблю (вільну) операційну систему (це лише хобі, і вона
не буде великою і професійною як GNU) для клонів 386(486) AT.
Робота над нею почалася в квітні і скоро буде завершена. Я б хотів
отримати які-небудь відгуки про те, що людям подобається/не подобається в Minix, бо
моя ОС на неї схожа (такий же устрій файлової системи
(з практичних міркувань) серед усього іншого).

Я вже переніс bash (1.08) і gcc (1.40), і все, здається, працює.
Мається на увазі, що в мене з'явиться щось практичне через кілька
місяців, і я хотів би дізнатися, яких особливостей хотілося б більшості.
Будь-які пропозиції приймаються, але я не обіцяю, що реалізую їх :-)

        Лінус

PS. Так, у неї немає ніякого коду з Minix, і в неї є багатонитева
файлова система. Вона НЕ переносима (використовує переривання завдань 386-го, і т. д.), і,
ймовірно, ніколи не буде підтримувати нічого, крім твердих дисків
AT, тому що це все, що в мене є :-(.
```

17 вересня 1991 року Лінус виклав сирцевий код програми (версії 0.01) для загальнодоступного завантаження. Система відразу ж викликала великий інтерес. Сотні, потім тисячі програмістів стали цікавитися системою (директорію з програмою, за відсутністю кращих варіантів, назвали «Linux») і працювати над її поліпшенням і доповненням. Вона поширювалася і до цього дня поширюється на умовах суспільної ліцензії GNU-GPL.
Автор «Minix», професор Ендрю Таненбаум, несподівано виступив з різкою критикою архітектури системи: «Я як і раніше вважаю, що створювати монолітне ядро в 1991 році — фундаментальна помилка. Скажіть спасибі, що ви не мій студент: за такий дизайн я б не поставив високої оцінки :-)»(з листа до Лінуса Торвальдса). Свій пост Таненбаум назвав «Лінукс застарів».
Крім монолітного ядра, Таненбаум критикував Linux за відсутність переносимості. Таненбаум пророкував, що процесори 80x86 в недалекому майбутньому зникнуть, поступившись місцем архітектурі RISC.
Критика сильно зачепила Торвальдса. Таненбаум був знаменитим професором, і його думка мала значення. У даному питанні, проте, він помилявся. Лінус Торвальдс наполягав на своїй правоті.
Відкритість ядра, написаного Лінусом, дала можливість використовувати його разом з напрацюваннями (компіляторами GCC, базовими утилітами ОС) GNU, проєкту вільного варіанту системи UNIX, що існував з 1983 року (вся ця система часто називається «Linux», проте правильніше було б називати її «GNU/Linux»). Популярність системи зростала, і пізніше про неї заговорили журналісти в усьому світі. «Лінукс» і Лінус стали відомі.
В даний час лише близько двох відсотків системного ядра «Linux» написано самим Торвальдсом, але за ним залишається рішення про внесення змін до офіційної гілки ядра.
Торвальдс володіє товарним знаком «Linux» і стежить за його використанням за некомерційну організацію «Linux International» і за допомогою користувачів «Linux» у всьому світі.

## Популярність

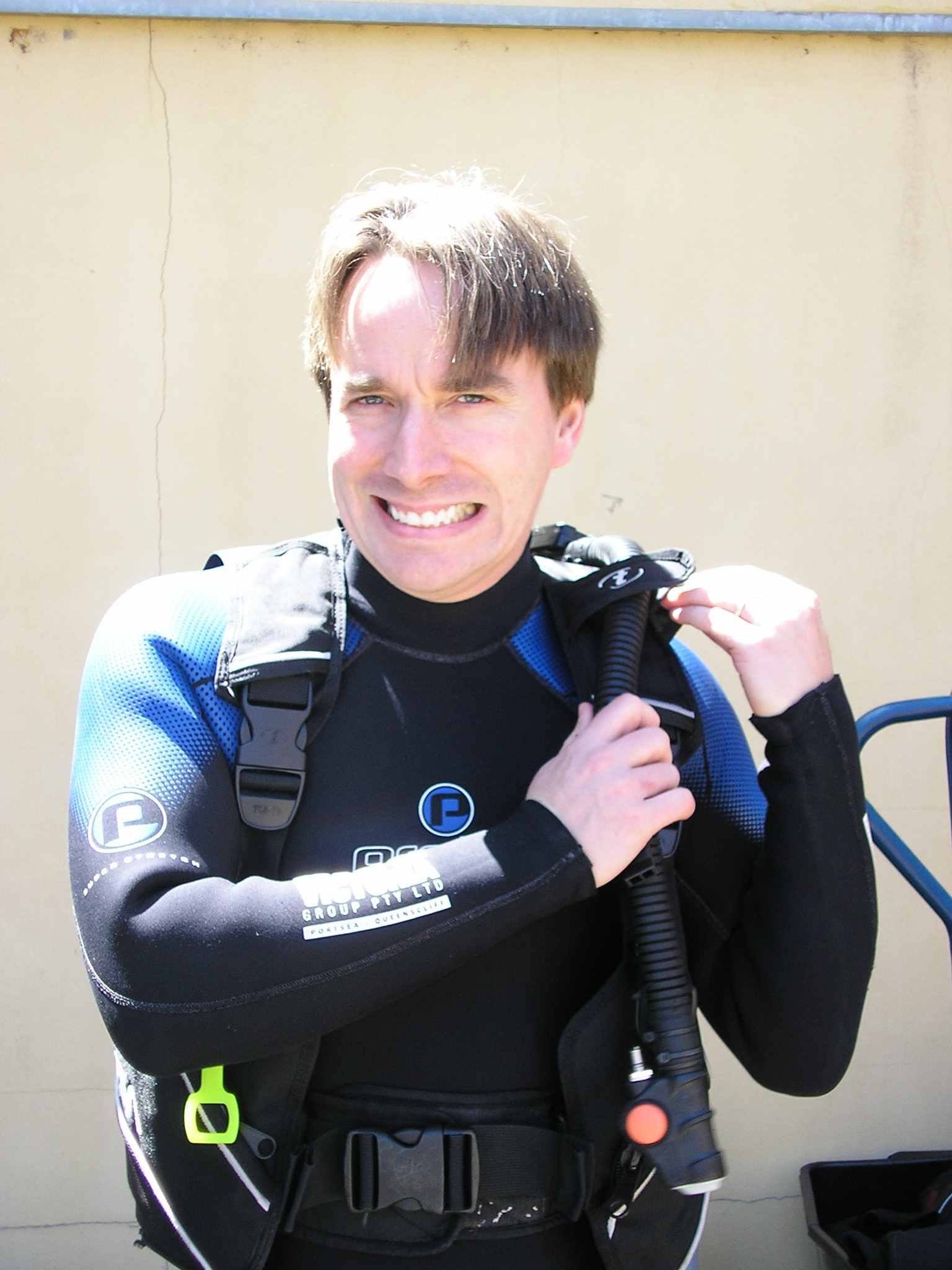
Лінус Торвальдс в Австралії. Фотографія 2008 року

- У 1996 — астероїд № 9793 був названий ім'ям Торвальдса.
- У 1998 — отримав приз EFF Pioneer Award.
- У 1999 — отримав статус доктора наук Стокгольмського Університету.
- У романі «Криптономікон» Ніла Стівенсона описані характеристики тих, хто використовує «Finux» — Unix-подібних операційних систем, розроблених у Фінляндії.

- У 2000 — отримав ступінь доктора наук Університету Гельсінкі.
- Нагороджений медаллю за розвиток інформаційних систем.
- У журналі «Time», в опитуванні «Людина століття», Торвальдс зайняв 17 місце.
- У 2001 — розділив Приз Такеда за соціально-економічне процвітання з Річардом Столлманом та Кеном Сакамурою.
- Одного з персонажів фільму «Пароль „Риба-меч“» — хакера номер один — кличуть Axl Torvalds.
- У 2004 — він названий одним з найвпливовіших людей журналом «Time» в статті «Лінус Торвальдс: Чемпіон вільних програм».
- В опитуванні «100 знаменитих фінів всіх часів», Торвальдс зайняв 16 місце.
- У 2005 — проявив себе, як «найкращий керуючий» в огляді «BusinessWeek».
- У серпні 2005 Торвальдс отримав нагороду від Reed College.
- У 2006 — «Time» назвав його одним з революційних героїв останніх 60 років.
- Журнал «Business 2.0» назвав його одним з «10 людей-нематеріалістів», тому що розвиток Лінукса має індивідуальні риси Торвальдса.
- У 2008 — він офіційно представлений Музеєм історії комп'ютерів у Каліфорнії.
- 22 жовтня 2008 — Музей історії комп'ютерів відзначив творця Лінукс Лінуса Торвальдса, операційна система якого стала каталізатором руху за відкрите ПЗ, яке кинуло виклик традиційній пропрієтарній схемі інтелектуальної власності.

## Цікавинки
- В дитинстві Лінус читав книги доброї знайомої свого діда — Туве Янссон.
- Лінус пише вірші шведською.

## Ресурси тенет
- Особистий блог [Архівовано 3 жовтня 2009 у Wayback Machine.]
- Інтерв'ю Лінуса телеканалу CNN [Архівовано 7 листопада 2011 у Wayback Machine.] (рос.)
- FAQ (рос.)
- Підбірка фотографій (рос.)
- Особиста сторінка Лінуса Торвальдса [Архівовано 8 травня 1999 у Wayback Machine.] (англ.)
- FAQ [Архівовано 27 травня 2010 у Wayback Machine.] (англ.)
- Softpanorama Несанкціонована біографія Лінуса Торвальдса [Архівовано 13 жовтня 2005 у Wayback Machine.] (англ.) — критика Лінуса Торвальдса і його операційної системи.
- Критика «Linux» (англ.) Ендрю Таненбаум в 1991 р. і наступна дискусія.
- Ендрю Таненбаум про «Лінуксі» (2004) [Архівовано 18 серпня 2010 у Wayback Machine.] (англ.)
- Інтерв'ю з Лінусом Торвальдсом, 1 березня 1994 [Архівовано 26 лютого 2002 у Wayback Machine.] (англ.)
- Особиста сторінка Лінуса Торвальдса (не підтримується) [Архівовано 12 березня 2005 у Wayback Machine.]